# 玛丽亚·特蕾西亚
玛丽亚·特蕾西亚·瓦尔布加·阿马利娅·克里斯蒂娜（德語：Maria Theresia Walburga Amalia Christina；1717年5月13日—1780年11月29日），哈布斯堡家族史上唯一女性统治者，也是哈布斯堡王朝直系血脉最后一位统治者，统治范围覆盖奥地利、匈牙利王国、克罗地亚、波希米亚、特兰西瓦尼亚、曼托瓦、米兰、加利西亚和洛多梅里亚、盧森堡及帕尔马。通过婚姻，其亦为洛林公爵夫人、托斯卡纳大公夫人及神圣罗马皇后（稱奧地利的玛丽亚·特蕾西亚）。
1740年10月神圣罗马皇帝查理六世过世，玛丽亚·特蕾西亚作为其女即位，开始其近四十年的统治。查理六世先前试图通过《1713年国事诏书》保证其继承权，并余生致力于确保其得以施行。查理过世后，萨克森、普鲁士、巴伐利亚和法国先后宣布拒绝继续承认诏书，普鲁士亦由此起兵入侵富裕的哈布斯堡省份西里西亚，引发长达九年的奥地利王位继承战争，并最终征服之。七年战争期间玛丽亚·特蕾西亚试图夺回西里西亚，但未能成功。
玛丽亚·特蕾西亚及其夫神圣罗马皇帝弗朗茨一世共育有十六名子女，其中有日後的法兰西王后、那不勒斯与西西里王后、帕尔马公爵夫人及两位神圣罗马皇帝约瑟夫二世和利奥波德二世。十六人中有十一女五子，十人最终得以成年。玛丽亚·特蕾西亚原则上应当将其权力转让予弗朗茨和约瑟夫，但在奥地利及波希米亚二人均与其共治。其本人在谋士支持之下拥有绝对权力，频繁批评和反对约瑟夫的决策。虽然史学界认为玛丽亚·特蕾西亚在才智上不及约瑟夫和利奥波德，但她深知本人公众形象的重要性，并由此能够获得其子民的尊重和爱戴，有「奧地利國母」之稱。
玛丽亚·特蕾西亚下令进行财政和教育改革，在弗里德里希·威廉·冯·霍格维茨伯爵及赫拉德·范·斯韦腾协助下推动贸易及农业的发展，并对奥地利落后的军事进行了改革，总体提升了奥地利的国际地位。然而她反对宗教宽容，当代旅者称其狭隘且迷信。玛丽亚·特蕾西亚年轻时进行了两场王朝战争，起初认为其事业应当为其子民的事业，但至其晚年这一观点则发生了反转。

## 生平

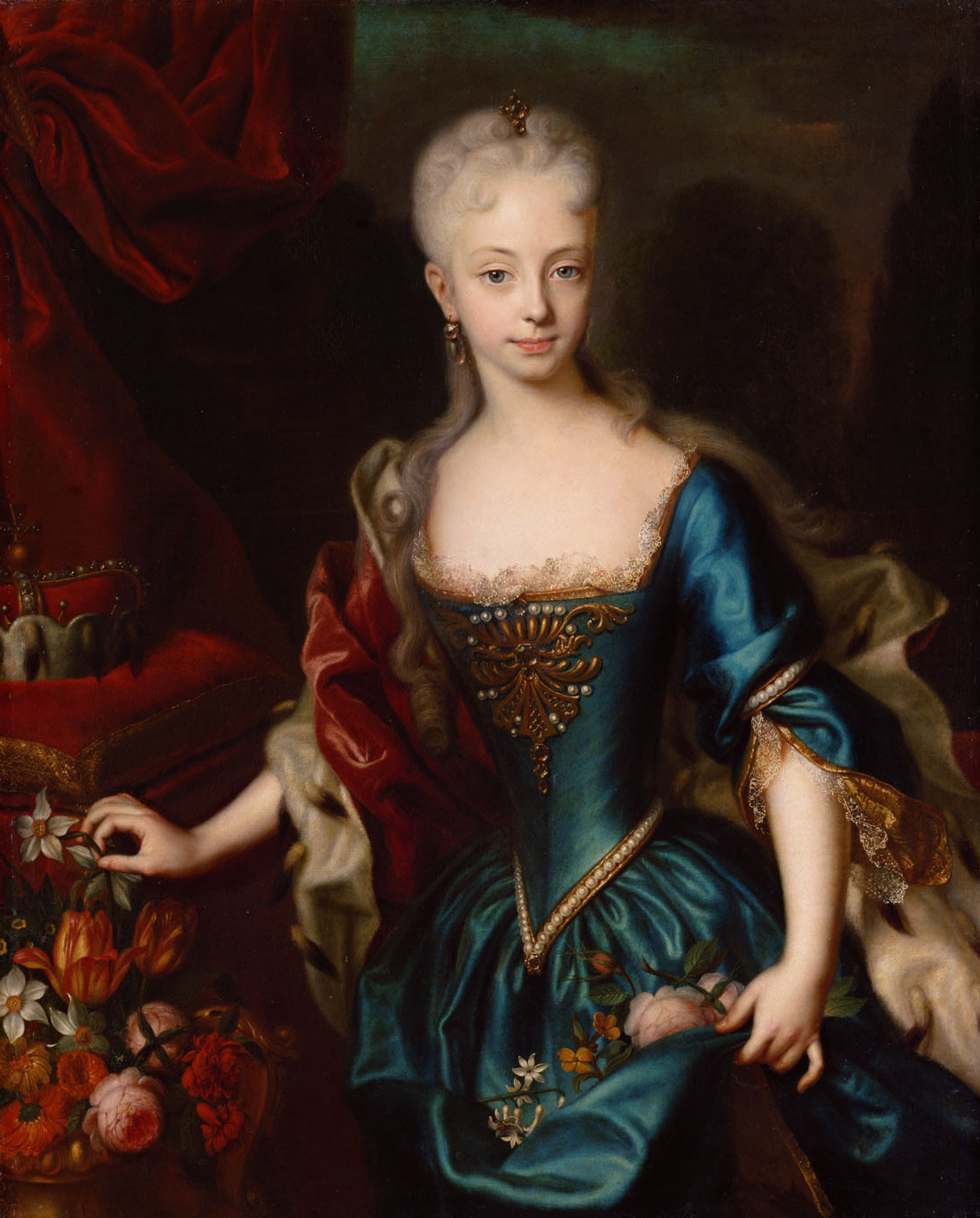
11岁的玛丽娅·特蕾西亚

玛丽亚·特蕾西亚大公是神圣罗马帝国皇帝查理六世和不伦瑞克-沃尔芬比特尔的伊丽莎白·克莉丝汀的第二个也是在世的最大的孩子，在她的哥哥利奥波德·约翰大公去世一年后，她于1717年5月13日在奥地利维也纳出生，并于同一天晚上受洗。她不伦瑞克-吕讷堡的伯母皇太后威廉明妮·阿玛莉埃和诺伊堡的祖母艾蕾诺尔·玛格达琳都是她的教母。对她洗礼的大多数描述都强调，这个婴儿是在她的堂妹玛丽亚·约瑟法和玛丽亚·艾玛莉亚之前出生的，这两个堂妹是查理六世的哥哥及前任约瑟夫一世的女儿，在母亲威廉明妮·阿玛莉埃的眼前。很明显，玛丽亚·特蕾莎的地位会高于她们，尽管他们的祖父，神圣罗马帝国皇帝利奥波德一世让他的儿子们签署了《继承共同协议》，该协议规定哥哥的女儿优先。她的父亲是哈布斯堡家族中唯一幸存的男性成员，他希望有一个儿子能阻止他的王朝灭亡并继承他的王位。因此，玛丽亚·特蕾莎的出生让他和维也纳的人民感到非常失望；查理六世从未设法克服这种感觉。
1713年，她的父亲、哈布斯堡家族的查理六世发布国事诏书承认女性同样可以继承管理家族世袭领地奥地利大公国，由于神圣罗马帝国的皇位不能由女性继承，他迫使德意志诸侯们在《1713年国事诏书》上签字以确保女儿的继承权，但这份诏书对诸侯们缺乏约束力。

### 取得地位

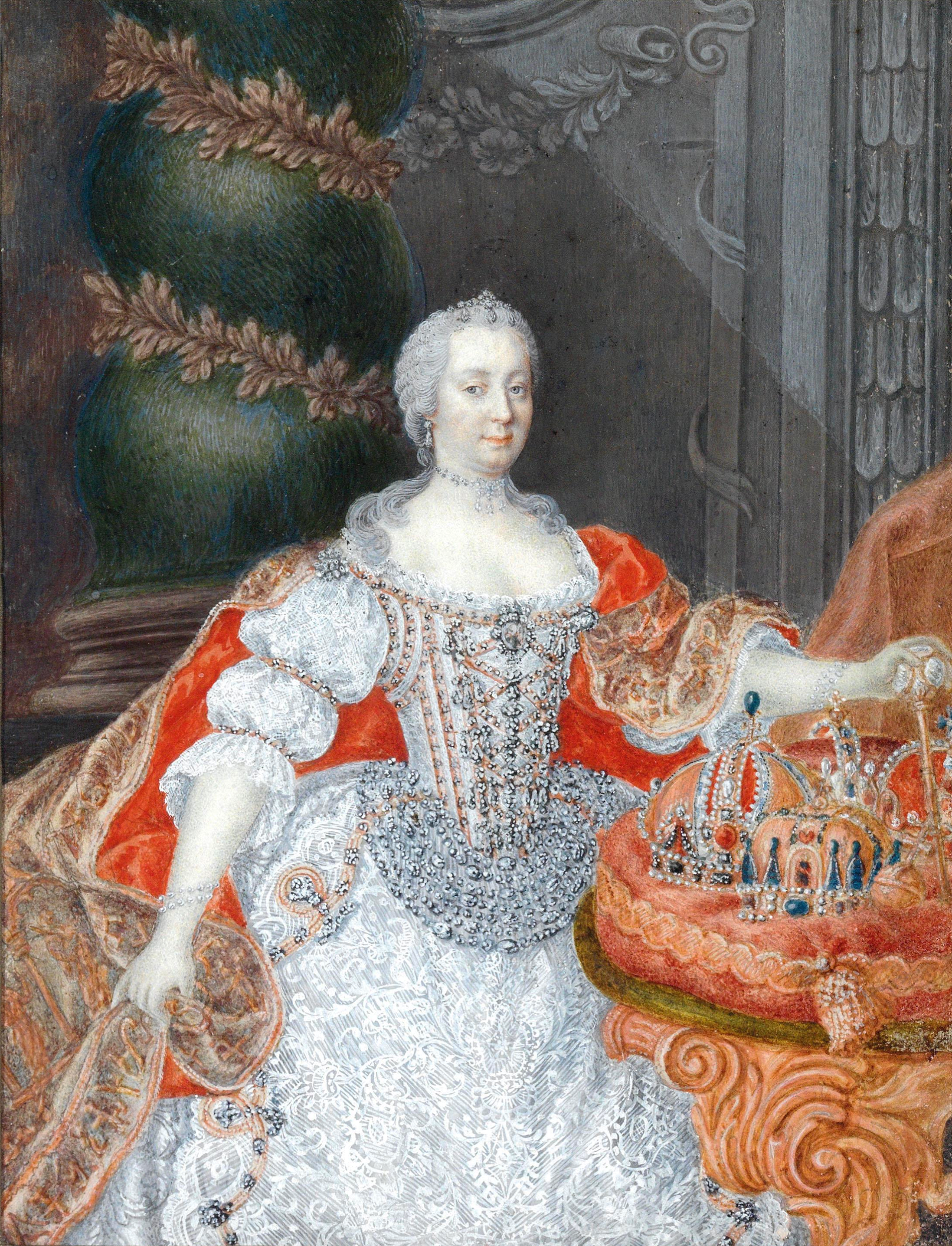
玛丽亚·特蕾西亚與匈牙利圣冠、波希米亞王冠、奧地利皇冠以及奧地利大公皇冠

1740年查理六世皇帝去世之后，玛丽娅·特蕾西亚依照诏书的规定成为奥地利首位女大公，诸侯们群起而攻之，奥地利王位继承战争就此爆发。1742年，維特爾斯巴赫家族的巴伐利亚选帝侯、波希米亚国王卡尔·阿尔布雷希特利用诸侯们与玛丽娅·特蕾西亚之间的矛盾得到了神圣罗马帝国的皇位，历史称他为查理七世。
查理七世的继位虽然得到了诸侯们的支持，但他并不能控制帝国的中心奥地利和波希米亚，更不用说群雄并起的德意志。他既无兵又无饷，只是个挂名皇帝而已。正在此时，玛丽娅·特蕾西亚依靠奥地利皇室的力量打败诸侯，巩固了哈布斯堡家族在奥地利的统治。
1745年，查理七世在四面楚歌声中去世，玛丽娅·特蕾西亚迫使查理七世的儿子马克西米连三世放弃了继承要求，并巧妙地使自己的丈夫前洛林公爵法蘭索瓦三世继承了神圣罗马帝国的皇位。作为一个女强人，玛丽娅·特蕾西亚在很长时间内保持着对全欧洲的影响力。她的丈夫于1765年去世生前只是一个寻花问柳形同虚设的皇帝。（不過女王與夫君的關係始終和睦，且值得一提的是，兩人當年是在王室傳統中難以想像的自由戀愛下結為連理）。
1780年玛丽娅·特蕾西亚去世之前，她和她的儿子约瑟夫二世皇帝一直保持着神圣罗马帝国的最高统治权。她的女儿们则在欧洲各国保持着王后的地位。其中最有名的是她的小女儿、法国国王路易十六的王后玛丽·安托瓦奈特。她的另一女儿玛丽亚·克里斯蒂安娜在破例的准许下嫁给了萨克森选帝侯的幼子阿尔贝特·卡西米尔（一位光蛋王子），并以泰申公国为嫁妆；在岳母的刻意提拔下，两夫妇后来一起担任过荷兰和匈牙利总督。玛丽娅·特蕾西亚的另外两个女儿玛丽亚·阿玛丽亚許配给了帕尔马公爵，玛丽亚·卡罗莱纳则嫁给了那不勒斯国王费迪南多一世。
玛丽娅·特蕾西亚无疑是成功的统治者和政治家。在晚年，她致力于反对瓜分波兰的战争和维护国际和平，很大一部分原因是她对俄国女皇叶卡捷琳娜二世和普鲁士国王腓特烈二世的敌对情绪，列强对波兰的瓜分直到她生命的最后几年才得以进行。

## 统治

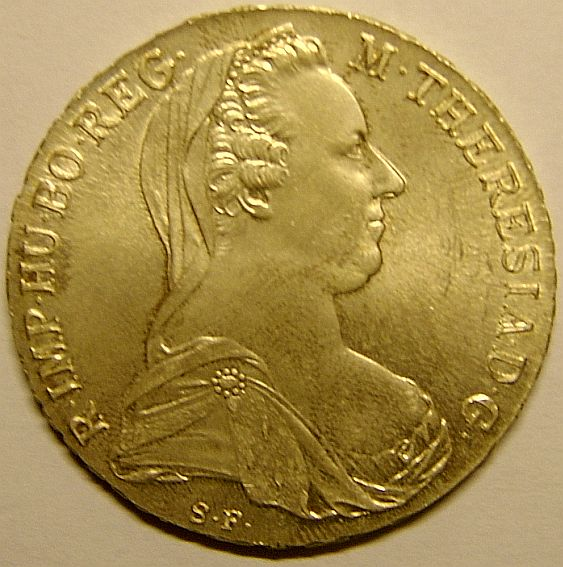
瑪麗亞·特蕾莎泰勒銀幣（泰勒為古德意志地區的货币名）

### 统治期间的战争
- 1740年—1748年 奧地利王位繼承戰爭
- 1756年—1763年 七年戰爭
- 1778年—1779年 巴伐利亞王位繼承戰爭

### 统治期间的改革
玛丽亚·特蕾西亚的改革大致可分为两个阶段：奥地利王位继承战争后至七年战争前的改革（1748—1756年）以及七年战争后的改革。其中，后期改革的主导权由玛丽亚本人转移至儿子约瑟夫二世和亲信大臣冯·考尼茨（1711—1794年）手中，其改革措施延续至约瑟夫二世单独执政时期。
玛丽亚即位时，哈布斯堡奥地利的国家财政实际已经破产。这种破产，很大程度上说是入不敷出。其原因在于奥地利的财政及税收制度是中世纪式的：贵族及教士拥有全国大部分财富，却并不交税，重税则压在人民头上。税收上交后，因缺乏审计和出纳管理，同时由于哈布斯堡王室的奢靡浪费，被白白浪费掉。
另外，由于哈布斯堡家族统治的是由各民族、各领地组成的“国家”，彼此互不统属，以至地方贵族权力过大。哈布斯堡家族为维持统治，不得不给予贵族们各种权利，以至于地方权力过大，无法指挥。同时，奥地利各地的教育水平参次不齐，国内识字率低，平民被排除在受教育行列外。
紧张的财政、无法管理的地方行政以及数十年与法国、土耳其的战争使得奥地利军队精锐损折严重，难以补充。同时，自欧根亲王去世后，奥地利军队没有产生足以独当一面的将帅。军队士兵来源于各个民族，只听从本民族贵族出身的军官的指挥。训练水平低、装备差、素质参次不齐，总兵力不到10万。而人口、国土面积均弱于奥地利的普鲁士（1740年时，奥地利总人口为1200万，国土面积70万平方公里；普鲁士250万人口，面积7万平方公里），兵力有8万3000。而奥地利王位继承战争更暴露了哈布斯堡帝国大而无力、外强中干的真实情况。战争中，普鲁士军队大破腐朽的奥地利军队。成功夺取了西里西亚—奥地利最富裕的省份。
1748年王位繼承戰打完後，玛丽亚展現驚人的治國天分，事實證明，除了打仗，作为一国之君的玛利亚·特蕾莎丝毫不逊色于腓特烈二世，甚至很多方面比这位大帝更伟大。
在统治方面玛利亚·特蕾莎即仁爱又严厉。她爱民如子，总是把改善民生作为自己的义务。对于子民的困难，她总是乐于倾听，考尼茨伯爵曾经向伏尔泰赞美道，女皇从不拒绝听人诉苦，拜访她的人总能满意而去。玛利亚·特蕾莎提拔了一大批贤臣良将，并给予充分的信任与支持。女皇更以个人魅力而非权利征服了大批臣民，许多人为其效忠是出于光荣感与骑士精神，而非是单纯的封建隶属关系。同时玛利亚·特蕾莎也深知仅靠仁爱无法稳定国家，她运用路易十四的方法加强中央集权，强令地方贵族定居维也纳，对于不遵守法纪的贵族也还不手软。在制定法律方面玛利亚·特蕾莎十分严格，同时这位女皇又热衷慈善，赈济穷人。一位来到维也纳的巴黎商人就曾感慨道，这里虽然不如巴黎富足，乞丐却要远少于巴黎，民风淳朴，几乎看不到犯罪之徒，人民虽贫困却很满足、安逸，四处都是一片祥和。
另一方面这位女皇又有自身的局限性，玛利亚·特蕾莎虽生于启蒙时代，思想上却停留在路易十四时代。她是一位彻头彻尾的保守主义者，歧视犹太人，忠于罗马教会，反对新教，同时又顽固的抵抗着来自法兰西的启蒙之风。这位女皇虽努力改革国家却又因为害怕引发动乱而尽量维持原本的制度，她解放了皇家领地上的农奴，却默认了匈牙利贵族蓄养奴隶的习惯，她限制教会干涉国政，向他们收税以应付战争，却又允许教会垄断教育，压制异教思想。她本人勤儉持家，却又允许贵族们在维也纳大兴土木，因为这样可以把贵族们留在都城，从而限制地方势力，她鼓励学识，却又封杀一切启蒙书籍，最后干脆严禁所有法文与英文刊物，她待人和善，乐于宽恕他人的罪过，却见不得婚姻以外的男女私情，以至于有好几位奥地利贵族带着情妇逃到法国避难。腓特烈大帝虽然欣赏其才干却又批评她是一个狭隘的女人，伏尔泰肯定她的能力却蔑视她的顽冥。

### 對天主教會的革新與控制
為了限制教會財產無限制的擴大，同時避免年青男女輕易被誘入修道院侍奉上帝，將青春與忠誠獻給教會而不是國家，她禁止教會參與遺囑的定立；減少教會團體的數量；21歲以下的男女不得誓言加入修道院工作；教會及修女不得行使「聖殿庇護權」來保護罪犯；在神聖羅馬皇帝同意之前，教宗命令在國土之內不被認為有效。異端裁判所須受政府監督，故政府實際上在壓制、審核教會的司法審判。教育機構在女王兩位親信的指導下改組：許多教授職務原由耶穌會教士擔任，都改由俗世學者擔任；維也納大學改由國家控制以俗世化、人性化，其他大學的神學主導課程也擴大為科學及歷史各方面，虔誠的女王多少已預期到其子約瑟夫二世未來會因啟蒙運動而對宗教大刀闊斧了。

### 一生的头衔
- 奥地利女大公
- 匈牙利女王、克羅埃西亞女王盧森堡女公爵（稱瑪麗亞二世）
- 布拉邦女公爵
- 瓜斯塔拉女公爵
- 帕爾馬和皮亞琴察女公爵
- 波希米亚女選帝侯
- 神圣罗马皇后
- 洛林公爵夫人
- 托斯卡纳大公夫人[14]
- 米蘭女公爵

### 外語名字
- 克罗地亚语/塞尔维亚语/斯洛維尼亞語：
- 捷克語：
- 法語：
- 德语/荷蘭語：
- 匈牙利语/斯洛伐克語：
- 羅馬尼亞語：
- 波蘭語：
- 西班牙語：

## 家庭
丈夫：弗朗茨·斯蒂芬〔1708年12月8日-1765年8月18日〕，1735年失去洛林公国后获得托斯卡纳大公国补偿，1736年结婚，1745年成为神圣罗马皇帝弗朗茨一世。
子女：
1. 玛丽亚·伊丽莎白（1737年2月5日-1740年1月7日），夭折
2. 瑪麗亞·安娜（1738年10月6日-1789年11月19日），布拉格加尔默罗会修道院院長。
3. 玛丽亚·卡洛琳娜（1740年1月12日-1741年1月25日），夭折
4. 约瑟夫二世（1741年3月13日-1790年2月20日），神聖羅馬皇帝
5. 玛丽娅·克里斯蒂娜（1742年5月13日-1798年6月24日），荷兰和匈牙利总督阿尔贝特·卡西米尔（1738-1822）的妻子
6. 玛丽亚·伊丽莎白（1743年8月13日-1808年9月25日），因斯布鲁克修道院院长。
7. 卡尔·约瑟夫（1745年2月1日-1761年1月18日），早逝
8. 玛丽亚·艾瑪莉亞（1746年2月26日-1804年6月18日），帕爾馬公爵費迪南多一世的妻子
9. 利奥波德二世（1747年5月5日-1792年3月1日），托斯卡纳大公，1790年成為神聖羅馬皇帝
10. 卡洛琳娜（1748年9月17日—1748年9月17日），夭折
11. 约翰娜（1749年11月4日-1762年12月23日），因天花早逝
12. 約瑟法（1751年3月19日-1767年10月15日），因天花早逝
13. 玛丽亚·卡洛琳娜（1752年8月13日-1814年11月8日），1768年与西班牙波旁王朝查理三世之子，那不勒斯国王费迪南结婚。费迪南的前未婚妻先后为卡洛琳娜的姐姐约翰娜和约瑟芬，但是她们都先后患天花去世。
14. 斐迪南·卡爾（1754年6月1日-1806年12月24日），1771年与摩德纳公国的继承人玛丽娅·贝娅特丽丝·冯·埃斯特结婚。此后摩德纳公国便被奥地利所管。
15. 玛丽·安托瓦内特（1755年11月2日-1793年10月16日），1770年与法国路易十五之孙，舊制度下的末代法國國王路易十六结婚。
16. 马克西米利安·弗朗茨（1756年12月8日-1801年6月27日），科隆选帝侯兼明斯特大主教。

## 個人名言
- 「寧要中庸的和平，不要輝煌的戰爭。」
- 「我寧可賣掉最後一條裙子，也絕不放棄西里西亞。」

## 評價
- 公認18世紀歐洲最英明的君主兼軍事天才──普魯士的腓特烈大帝，曾感慨奥地利在女大公的治理下：「达到了前人未曾达到的完善程度，她的成就足以媲美最伟大的男人」；又在1752年評價說：「全歐洲君主只有我、匈牙利的瑪麗亞·特蕾莎女王，以及薩丁尼亞國王卡洛·埃曼努埃萊三世三人稱得上睿智天才，其他人都是蠢豬，都受到不良教育之誤導（指宗教束縛思想）而受困其中。」[15]
- 伏爾泰認為：「女王具有其後代君王少見的溫柔及民望，讓她得以將民心掌控地絲絲入扣、政令推行亦能恰到好處；她免除宮中的形式主義和過多的限制，向她訴苦的臣民最後都會滿意離開，高興得到好女王的教誨。」[15]
- 美國學者威爾·杜蘭特在20世紀描述她：「在世界歷史中，除了16世紀的英國女王伊莉莎白一世，以及與瑪麗亞同時的俄國女王叶卡捷琳娜二世能在治國才具上略勝她一籌外，找不到比她更優秀的女王了。」[15]
- 2005年6月捷克票選「最偉大的捷克人」（Největší Čech）中，她排名第28，這表明即使在敵視奧地利的捷克人當中，她的驚人魅力至今仍永垂不朽。

## 引用
1. ↑   郭国荣. . 中国北京: 中国对外翻译出版公司. 1993-10: 2746. ISBN 7-5001-0221-6 （中文（中国大陆））. 玛丽亚·特蕾西亚 奥利地女大公、匈牙利女王、波希米亚女王、罗马帝国弗兰西斯一世的皇后。
2. ↑  Marie Theresa （页面存档备份，存于）. (2009). In Encyclopædia Britannica. Retrieved 22 April 2009, from Encyclopædia Britannica Online.
3. ↑  Crankshaw（1970年），第11–12页
4. ↑  Dawson Beales, 39.
5. 1 2  Kann（1980年），第157页
6. ↑  Browning（1994年），第67页
7. ↑  Crankshaw（1970年），第302页，In a letter to Joseph, the Empress wrote: "What, without a dominant religion? Toleration, indifferentism, are exactly the right means to undermine everything... What other restraint exists? None. Neither the gallows nor the wheel... I speak politically now, not as a Christian. Nothing is so necessary and beneficial as religion. Would you allow everyone to act according to his fantasy? If there were no fixed cult, no subjection to the Church, where should we be? The law of might would take command."
8. ↑  Dawson Beales, 69.
9. ↑  Russell Richards Treasure, 410.
10. ↑  Goldsmith 1936，第17頁.
11. ↑  Morris 1937，第21頁.
12. 1 2  Mahan 1932，第6頁.
13. 1 2  Mahan 1932，第12頁.
14. ↑  Roider 1973，第1頁.
15. 1 2 3  （美）威爾·杜蘭著、幼獅文化公司譯，《世界文明史‧第十卷‧盧梭與大革命》（北京:東方出版社，1998），頁308-309

## 延伸閱讀
- 《玛丽亚·特蕾西亚女王传》
- 顧劍 《普魯士腓特烈大帝的生平戰役》
- Dennis Showalter "The Wars of Frederick the Great" 1996年英文版
- Christopher Duffy "Frederick the Great: A Military Life" 1985年英文版
- Theodore Dodge "Great Captains" 1889年英文版
- 富勒 《西洋世界軍事史》 1981年中文版

| 玛丽亚·特蕾西亚 哈布斯堡王朝出生于：1717年5月13日逝世於：1780年11月29日 | 玛丽亚·特蕾西亚 哈布斯堡王朝出生于：1717年5月13日逝世於：1780年11月29日 | 玛丽亚·特蕾西亚 哈布斯堡王朝出生于：1717年5月13日逝世於：1780年11月29日 |
| 統治者頭銜                                                              | 統治者頭銜                                                              | 統治者頭銜                                                              |
| ----------------------------------------------------------------------- | ----------------------------------------------------------------------- | ----------------------------------------------------------------------- |
| 前任： 查理六世                                                         | 奥地利女大公                                                            | 繼任： 约瑟夫二世                                                       |
| 前任： 查理六世                                                         | 匈牙利女王 克羅地亞女王 波希米亚女選侯 1740年—1780年                    | 繼任： 约瑟夫二世                                                       |